# Lídia Dömölky-Sákovics
Lídia Dömölky-Sákovics (ur. 9 marca 1936 w Budapeszcie) – węgierska florecistka, trzykrotna medalistka olimpijska i wielokrotna medalistka mistrzostw świata.
Na igrzyskach olimpijskich w Melbourne w 1956 roku w turnieju indywidualnym odpadła w półfinałach. Na rozgrywanych cztery lata później igrzyskach olimpijskich w Rzymie wspólnie z Györgyi Marvalics-Székely, Magdą Nyári-Kovács, Katalin Juhász i Ildikó Újlaky-Rejtő zdobyła drużynowo srebrny medal. W zawodach indywidualnych odpadła w ćwierćfinałach. Kolejny medal zdobyła na igrzyskach olimpijskich w Tokio w 1964 roku, razem z Ildikó Újlaky-Rejtő, Katalin Juhász, Judit Ágoston-Mendelényi i Paulą Marosi zwyciężając w zawodach drużynowych. W turnieju indywidualnym była dziewiąta. Brała też udział w igrzyskach olimpijskich w Meksyku w 1968 roku, gdzie reprezentacja Węgier w składzie: Ildikó Újlaky-Rejtő, Ildikó Bóbis, Paula Marosi, Lídia Dömölky-Sákovics i Mária Gulácsy zdobyła drużynowo srebrny medal. W rywalizacji indywidualnej zajęła tym razem 13. miejsce.
Podczas mistrzostw świata w Rzymie w 1955 roku wywalczyła indywidualnie złoty medal, wyprzedzając Włoszkę Brunę Colombetti i swą rodaczkę, Ilonę Elek. Na tej samej imprezie razem z Iloną Elek, Margit Elek, Katalin Kiss, Magdą Nyári-Kovács i Zsuzsanną Morvay zwyciężyła też w zawodach drużynowych. W konkurencji tej zdobywała także złote medale na mistrzostwach świata w Budapeszcie (1959) i mistrzostwach świata w Montrealu (1967), srebrne na mistrzostwach świata w Turynie (1961), mistrzostwach świata w Gdańsku (1963) i mistrzostwach świata w Moskwie (1966) oraz brązowy na mistrzostwach świata w Londynie (1956). Ponadto zdobyła również srebrny medal w turnieju indywidualnym na MŚ 1963, plasując się za Ildikó Rejtő.
Jej mąż József Sákovics także był szermierzem.